# Tortoise Hill
Tortoise Hill är en kulle i Antarktis. Den ligger i Västantarktis. Argentina, Chile och Storbritannien gör anspråk på området. Toppen på Tortoise Hill är 500 meter över havet, eller 259 meter över den omgivande terrängen. Bredden vid basen är 1,2 km.
Terrängen runt Tortoise Hill är varierad. Havet är nära Tortoise Hill söderut. Trakten är obefolkad. Det finns inga samhällen i närheten. 